# Beor (personaje bíblico)
Beor (en hebreo: בְּעוֹר‎ Bə‘ōr) es el nombre de un personaje bíblico, mencionado como padre de Balaam. Es considerado uno de los siete profetas en el noajismo.

## En la Biblia
En una lista de reyes de Edom, Génesis registra que un "Bela ( בלע ) hijo de Beor" fue uno de los reyes de Edom que reinó "antes de que reinara rey sobre los hijos de Israel". Bela, hijo de Beor, figura como el primero de ocho reyes. La misma información en Génesis se repite en Crónicas.
"Balaam ( בלעם ) hijo de Beor" aparece en una conocida historia de Números, donde se le pide que maldiga a los israelitas, pero en cambio los bendice repetidamente.

## Tradición judía
Beor el padre de Balaam es considerado un profeta por el judaísmo. El Talmud dice en Baba Bathra 15b: "Siete profetas profetizaron a las naciones del mundo, y son: Balaam y su padre Beor, Job , Elifaz el temanita , Bildad el suhita , Zofar el naamatita y Eliú hijo de Barachel el buzita ".

## Tradición islámica
El historiador bagdadí Al-Masudi en su libro "Prados de oro y minas de gemas" menciona que Beor es hijo de Sanur, hijo de Waseem, hijo de Moab, hijo de Lot, hijo de Harán.